# Кампање (Долина Аосте)
Кампање је насеље у Италији у округу Долина Аосте, региону Долина Аосте.
Према процени из 2011. у насељу је живело 456 становника. Насеље се налази на надморској висини од 570 м.